# Вице-президент Суринама
Вице-президент Суринама (нидерл. Vicepresident van de Republiek Suriname) — второе после президента высшее должностное лицо республики Суринам. Вице-президент, как и президент, избираются парламентом — Национальной ассамблеей — на пятилетний срок.
Должность вице-президента в соответствии с Конституцией, принятой в 1987 году, заменила собой должность премьер-министра. Вице-президент Суринама возглавляет правительство страны.
Действующим вице-президентом Суринама, вступившим в должность 16 июля 2025 года, является Грегори Русланд.

## Список вице-президентов Суринама
| Вице-президент | Вице-президент | Вице-президент               | Срок полномочий     | Срок полномочий                              | Срок полномочий   | Политическая партия (на момент избрания)     |
| №              | Фото           | Имя (Даты рождения и смерти) | Вступил в должность | Покинул должность                            | Продолжительность | Политическая партия (на момент избрания)     |
| -------------- | -------------- | ---------------------------- | ------------------- | -------------------------------------------- | ----------------- | -------------------------------------------- |
| 1              |                | Хенк Аррон (1936–2000)       | 26 января 1988      | 24 декабря 1990 (свергнут в ходе переворота) | 2 года 332 дня    | Национальная партия Суринама                 |
| 2              |                | Жюль Вейденбос (1941–2025)   | 7 января 1991       | 16 сентября 1991                             | 252 дня           | Национальная демократическая партия Суринама |
| 3              |                | Жюль Айодхья (1945—2024)     | 16 сентября 1991    | 15 сентября 1996                             | 4 года 365 дней   | Прогрессивная реформистская партия Суринама  |
| 4              |                | Претап Радакишун (1934–2001) | 15 сентября 1996    | 12 августа 2000                              | 3 года 332 дня    | Национальная демократическая партия Суринама |
| 5              |                | Жюль Айодхья (1945—2024)     | 12 августа 2000     | 12 августа 2005                              | 5 лет 0 дней      | Прогрессивная реформистская партия Суринама  |
| 6              |                | Рам Сарджу (1935–)           | 12 августа 2005     | 12 августа 2010                              | 5 лет 0 дней      | Прогрессивная реформистская партия Суринама  |
| 7              |                | Роберт Амирали (1961–)       | 12 августа 2010     | 12 августа 2015                              | 5 лет 0 дней      | Партия всеобщего развития и свободы          |
| 8              |                | Асхвин Адхин (1980–)         | 12 августа 2015     | 16 июля 2020                                 | 4 года 339 дней   | Национальная демократическая партия Суринама |
| 9              |                | Ронни Брюнсвийк (1961–)      | 16 июля 2020        | 16 июля 2025                                 | 5 лет 0 дней      | Партия всеобщего развития и свободы          |
| 10             |                | Грегори Русланд (1959–)      | 16 июля 2025        |                                              | 3 дня             | Национальная партия Суринама                 |